# Разиэль (Legacy of Kain)
Разиэль — главный герой компьютерных игр серии Legacy of Kain, а именно Soul Reaver, Soul Reaver 2 и Defiance. Разиэль, классический антигерой, существует в виде призрачного существа, способного принимать материальную форму. История Разиэля рассказывается в нескольких играх серии как взгляд самого героя на себя со стороны. До того, как стать призраком, Разиэль был вампиром, а до этого паладином Ордена Сарафана. Во всех играх серии Разиэля озвучивает Майкл Белл.

## Разработка и дизайн

### Происхождение имени
Имя «Разиэль» (от ивр. רזיאל, букв. «Тайна Божья») восходит к средневековой иудаистской мистике, где так именовался архангел, ведающий тайнами Господа. Существует предположение, что имя Разиэль является аллюзией на библейского персонажа Авеля, так как оба погибают от рук персонажа по имени Каин. Другие встречающиеся среди поклонников Legacy of Kain варианты: Разиель, Разиэл, Рейзел.

## История

### Человеческая жизнь
Разиэль родился примерно за 530—540 лет до событий первой игры серии Legacy of Kain в мире Носгот. На каком-то этапе жизни Разиэль стал одним из святых рыцарей Ордена Сарафан (Sarafan Sorcerer Priests). Он, вместе с пятью другими сильнейшими воинами Сарафан — Турелем, Дьюма, Рахабом, Зефоном и Мелькаей штурмовал горную крепость Яноса Одрона и убил древнего вампира. Разиэль и его собратья вырвали сердце Яноса, также известное как «Сердце Тьмы», и забрали Похититель Крови (Blood Reaver), священное оружие вампиров. Вернувшись в свою цитадель, шестеро Сарафанов были атакованы и убиты призраком, который на самом деле был тем же Разиэлем из далекого будущего.

### Вампирская жизнь
Примерно тысячу лет спустя, Каин вскрыл гробницу Сарафанцев и оживил трупы Разиэля, Туреля, Дюма, Рахаба, Зефона и Мелькаи в качестве своих сыновей-вампиров. Будучи возрождёнными, они забыли о своём прошлом в качестве Сарафанцев. В течение следующих тысячи лет, Разиэль и его братья служили Каину, командуя каждый своим кланом и завоевывая Носгот для Каина, повелителя всех вампиров. Вампиры, как и другие живые существа, эволюционировали, но не постепенно, а спонтанно. Разиэль был первым, кто изменился физически, отрастив себе пару крыльев. По преданию первому отрастившему крылья полагалась награда. Испугавшись растущей силы Разиэля Каин сломал ему крылья и приказал братьям Разиэля скинуть того в Озеро Мертвых (открытая вода для вампиров смертельна). На самом деле, как выяснилось позже, Каин бросил Разиэля в Озеро Мертвых, потому что знал, что он вернется оттуда, наделенным свободной волей, что позволит им обоим вернуть свои истинные судьбы и спасти Носгот.

### Существование призрака
Разиэль якобы был возвращён к жизни существом, называющим себя Старший Бог в виде могущественного призрака, питающегося душами. Старший Бог уговорил Разиэля начать охоту на Каина и его братьев, предавших его. Разиэль убил всех своих братьев, (за исключением Турела, которому удалось сбежать в другое время) по пути столкнувшись с Каином. Во время их битвы Каин использовал Похититель Душ против Разиэля, но легендарный меч не причинил тому вреда и рассыпался на куски. Дух Похитителя Душ стал оружием-симбиотом Разиэля, призрачным клинком, которое тот мог вызывать по своему желанию.
Во время своего путешествия Разиэль выяснил правду о своей жизни в роли Сарафанца и ещё больше возненавидел Каина. В конце концов они встретились в Палатах Хронопласта, но Каин ускользнул в прошлое и Разиэль последовал за ним.
В дальнейшем Разиэль путешествовал по прошлому в поисках Каина, узнавая все больше о прошлом Носгота. Он встретил вампира Ворадора, который сказал Разиэлю, что только Янос Одрон мог пролить свет на загадку его судьбы.
Отправившись ещё глубже в прошлое, Разиэль попал к Яносу Одрону в том момент, когда Разиэль-человек убивал его. Разиэль-призрак убил себя-человека и других Сарафанцев в их цитадели, используя материальный Похититель (тогда он ещё был Похитителем Крови). После битвы, меч неожиданно обратился против самого Разиэля и тот понял, что это его собственная душа была заключена в Похитителе и наделяла меч его губительными свойствами. Но до того как меч поглотил Разиэля, Каин вмешался и прервал неизбежное, тем самым изменив поток времени.
Разиэль восстал против своего владыки, Старшего Бога и выяснил, что его собственной судьбой было стать Чемпионом Вампиров и одновременно Чемпионом Хильденов, их заклятых врагов. Сразившись с Каином вновь, и вырвав его сердце, Разиэль отправляется в особняк Ворадора, чтобы вернуть сердце тьмы Яносу Одрону, тем самым оживив его. Вместе, они переносятся в Древнюю Цитадель. В Яноса вселяется Лорд Хилден, так как колонны Носгота пали, и убивает Разиэля, тот переносится в Мир Духов, прямо к Старшему Богу. Тем временем, Каин, выживший даже без сердца тьмы, благодаря своей природе Наследника Баланса, убивает Мёбиуса, слугу Старшего Бога, хранителя Колонны Времени. Разиэль, поняв, что за страданием Носгота стоит Старший Бог и что только Каин может уничтожить чудовище с его помощью, вселяет свой дух в тело мёртвого Мёбиуса, и Каин, считая что Старший Бог оживил своего верного слугу, вонзает Похититель в Разиэля. Сказав Каину, что он больше не ненавидит его, а вновь является его преданным слугой, его правой рукой, Разиэль рассеивает свой Призрачный Клинок в своего господина, очищая Каина от безумия Напраптора, после чего входит в Похититель, наконец-то превращая его в Похититель Душ, за секунду до этого предупредив Каина, что сейчас он увидит истинного врага. Очищение Клинком Разиэля позволило Каину увидеть Старшего Бога и победить его, но не убить.

## Другие появления
- Модели Разиеля и Каина появляются в загружаемом контенте «Legacy of Kain Character Pack» для игры Lara Croft and the Guardian of Light как скины для главных персонажей.